# 字首
字首和字身是朱邦復之漢字基因理論的一部分，他把這個概念實踐在他開發的倉頡系統上。
- 字首：多半為字義的概略分類。
- 字身：一個漢字去除字首以外的部分，稱之。多半為字義的細部定義。
- 整體字（獨體字）：凡不可分割為字首和字身的漢字，稱之。倉頡輸入法的規則亦稱之「連體字」。
- 組合字：可分割為字首和字身的漢字，稱之。倉頡輸入法的規則亦稱之「分體字」。

## 漢字基因理論與字首
朱邦復認為，漢字的創造和其字義的由來，主要係「約定俗成」，即「視訊之圖形基因供約定，而由使用者是否易於接受為俗成」。由於人類的感官類似，因此對同樣的視覺圖像能產生類似的感受，此即「約定」。數千年以降，讀書人若能輕易接受、沿用，即為「俗成」。歷史上短暫出現的「死字」，皆係無法「俗成」而放棄者。
他分析了幾個巨大的漢字字集，認為其中約六、七千個常用漢字都是由這樣的「約定俗成」產生。這些字都有類似的組成邏輯，其中絕大多數可拆分為字首和字身，將字首（常識分類）和字身（細部定義），就可以聯想推理出漢字所表達的「主觀思想概念」。而拆分到最後不能再拆的字形，即為最小的概念單位，也就是「漢字基因」中的「字義」因子。
據此，漢字學習極易，只要學習者掌握了正確的方法，對常識加以聯想，就可以「觸類旁通」而無須「強迫記憶」。而所謂「正確」，即符合「約定俗成之規律」，並且能正確解釋古今用法的字義。
要正確地學習漢字，應先習會獨體字（含字首及字身），次學組合字。此兩者總共約七百餘字，卻可組合常用之六、七千字。也就是說，只要熟識了七百個字形，即可掌握常用漢字八成的認知。
但同時他也發現，六萬字的字集中，仍有約九成的漢字無法用漢字基因理論解釋，這些字大部份是名稱用字，是「純粹的形聲字」，這種字的創造與理解無干，只能視為一個符號，自然也無法用漢字基因理論解釋。

### 漢字的組成形式
- 一、同字組合：同字代表同一概念，重複使用時，會因位置不同，產生迥異之感受。

1. 平行排列，以示數量多況：
木＋木═林　　木多成群者。
石＋石═砳　　石多成聲者。
2. 相反排列，以示相反狀：
非－相背之形，鳥翼形。
3. 上下堆砌，以示盛大、成熟之況：
日＋日═昌　　大盛（或指下面曰字）。
火＋火═炎　　火盛。
4. 金字塔排列，以示人之感受狀：
木＋木＋木═森，多樹之感受，指蔭涼感。

- 二、字首在上：

1. 原形在上：指事物之正常態，由上而下者。
日＋比═昆　　日下比列而排，眾多，咸同。
2. 向上生長：指生態或有動力使向上者。
艸＋牙═芽　　草木芽形之苗，事物之初。
3. 包含狀況：有全包、半包、側蓋等，代表限制。
囗＋或═國　　限於土地，有人民、主權、需持戈守域者。
4. 後人誤解，為簡化而更為複雜者：
山＋夆═峯　　象徵實況，山尖在頂，今人以之為「異體字」或無此字。
山＋夆═峰　　象徵分類，山有夆者。

- 三、字首在下：

1. 現實本況：理應在下者。
執＋土═墊　　持土而襯，土在下面。
分＋山═岔　　山分有歧，三分路。
2. 表示正在發生者，如心之當前狀況：
＋心═急　　事及於心，迫切也，快速也。
今＋心═念　　此刻之心，想也﹔又讀書出聲也。
3. 承載狀況：代表動態。
走＋召═超　　喚乃因於距離高遠，走而召，行走高過也。

- 四、字首在左：常態分類，左為類右為別。

1. 分類組合：
心＋亡═忙　　心之亡失，事情繁多沒有空閑。
心＋青═情　　心的本性，人的欲望、感受。
2. 同類組合：
日＋月═明　　日月皆有光，可見可知，引申為下一個可知者。
女＋子═好　　有子有女，完美也，正面有價值的感受、認知，喜歡。

1. 五、字首在右：如力刀反斤鳥欠殳邑等（除鳥外，皆與行為有關）
且＋力═助　　且出力，輔佐，幫忙。
車＋斤═斬　　車被截，砍斷。

### 字首的切分規律
字首和字身的切分方法大略如下：
- 指示字的主幹為字首，附加部分為字身。如「本」，「木」為字首，「一」為字身。
- 形聲字的形符為字首，聲符為字身。如「楣」，「木」為字首，「眉」為字身。
- 會意字中概念分類的部分為字首，細部定義的部分為字身。如「信」，「人」為字首，「言」為字身。

### 範例
【滑】
字首〔水〕：液體。
字身〔骨〕：象徵硬結構。
會意，形聲－金文
骨上加水，沒有摩擦力狀。
【水】
（獨體字）
象形－甲骨文
無色無臭的透明液體，是生命必需。江河湖海等的總稱。
【骨】
（獨體字）
象形，會意－甲骨文
肉之覈也，堅而滑，動物體內的硬結構。
【江】
字首〔水〕：液體。
字身〔工〕：規距，事情的結果。
會意，形聲－金文
水之功，流經之處，成為大川。
【工】
（獨體字）
象形，指事－甲骨文
象規距之形，巧於其事，指事情的結果。
【連】
字首〔辵〕：乍行乍止，行為。
字身〔車〕：有輪子的交通工具。
會意，形聲－金文
道上之車，一輛接著一輛，陸軍的編制。
【車】
（獨體字）
象形，會意－甲骨文
象有輪子的交通工具。
【辵】
字首〔彳〕：行走狀。
字身〔止〕：停止狀。
會意，形聲－甲骨文
乍行乍走，行止不定貌。
【止】
（獨體字）
象形－甲骨文
象人足，下基也，草木出有址，靜也，停住息也。
【彳】
（獨體字）
象形，指事－小篆文
象人之一小步。
走路狀。

## 倉頡輸入法的字首和字身
《漢字基因字典》和《字易》在探討字義時，用的是「字義」因子，而倉頡輸入法取出的是「字碼」因子，二者不完全相同。倉頡輸入法對漢字的切割規則是依據漢字基因理論設計，因此對大部分的漢字而言，倉頡輸入法取出的字首與「字義」分析的字首相同。但為了視覺辨識的方便，以及為了提高編碼的效率和分辨率，倉頡輸入法對某些字的取碼規定便與字義分析的結果不同。
其中最大的特點是，倉頡輸入法規定取字的最左、最上或最外的部分為字首。部首在右的字，如【頭】，依漢字基因理論，字首為〔頁〕；但倉頡輸入法取出的字首是〔豆〕。
有些字甚至連切割部分都有根本的不同，如【條】，依字義分析，字首為〔木〕，字身為〔攸〕；但倉頡輸入法取出的字首是〔亻〕，字身為［丨攵木］。
有些字在字義上是組合字，但字形上是連體字，如【舌】，依字義分析，字首為〔干〕，字身為〔口〕；但倉頡輸入法視為無法分割的連體字［舌］。
有些字在字義上是獨體字，但字形上是組合字，如【兆】，依字義分析，為無法分割的獨體字；但倉頡輸入法可分出字首「中一」和字身「山人」。

## 外部連結
- 朱邦復工作室（繁體中文）
  - 漢字基因工程 （页面存档备份，存于）
  - 漢字基因字典 （页面存档备份，存于）
- 字易（繁體中文）
- 漢文庫典（繁體中文）